# 将軍たちの夜
『将軍たちの夜』（しょうぐんたちのよる、ドイツ語原題：Die Nacht der Generale）は、ハンス・ヘルムート・キルストによる1962年発表のサスペンス長編小説。第二次世界大戦時下のドイツ軍が舞台である。後に映画化された。

## あらすじ
舞台は1942年、ドイツ占領下のワルシャワ。既に劣勢になりつつあった東部戦線から、タンツ将軍が占領軍司令部に赴任して来る。ヒトラー総統の信任厚いタンツ将軍は、現地の治安強化に辣腕を振るう。
その夜、売春婦が数十か所を切られる猟奇殺人が発生。被害者が軍情報部の情報提供者だったこともあり、捜査は情報部のグラウ少佐が担当することになる。目撃者は「犯人は軍服で、ズボンに赤いラインが入っていた」と証言。それはドイツ将官の軍服だった。容疑者は3人。占領軍司令官ガプラー将軍、参謀長カーレンベルク将軍、赴任してきたタンツ将軍。グラウ少佐は3人が一堂に会するパーティー会場に乗り込み直接対面するが、「戦時下に殺人事件に血道を上げる変わり者」と見なされ、中佐への昇進と引き換えにパリに厄介払いされてしまう。
時は流れて1944年のパリ。ここでも猟奇殺人が起き、グラウ中佐はパリ警察のモラン警部に協力を要請。今回もガプラー将軍、カーレンベルク将軍、タンツ将軍3人ともパリに駐留しており、捜査を進めていく中でグラウ中佐はタンツ将軍が犯人と確信する。パリ軍政司令部では戦況悪化に危機感を募らせたカーレンベルク将軍らがヒトラー暗殺計画を正に実行に移そうとしていた。
カーレンベルク将軍は、親ヒトラー派で武装親衛隊大将となったタンツ将軍の目をくらませるべく無理やり休暇を取らせ、司令部から遠ざける事に成功する。タンツ将軍は従卒のハルトマン伍長を運転手にパリを観光するが、ハルトマンはタンツ将軍の異常な面を目撃してしまう。

## 映画

### 概要
1966年アメリカ制作、公開は翌年5月。原題は英語訳の The Night of the Generals である。ストーリーは基本的に原作小説に沿った形になっているが、結末などは一部異なる。ワルシャワの市街地を再現した大規模なセットを、機甲師団が破壊するシーンは大迫力で評判になった。また、『アラビアのロレンス』のピーター・オトゥール、オマー・シャリフが主役級で共演している。

## キャスト
| 役名                               | 俳優                                     | 日本語吹替                                                                |
| 役名                               | 俳優                                     | NETテレビ版                                                               |
| ---------------------------------- | ---------------------------------------- | ------------------------------------------------------------------------- |
| タンツ中将（のち武装SS大将）       | ピーター・オトゥール                     | 井上孝雄                                                                  |
| グラウ少佐（のち中佐）             | オマー・シャリフ                         | 戸浦六宏                                                                  |
| クルト・ハルトマン伍長             | トム・コートネイ                         | 納谷六朗                                                                  |
| ウルリケ・フォン・ガプラー         | ジョアンナ・ペティット                   | 池田昌子                                                                  |
| モラン警部                         | フィリップ・ノワレ                       | 穂積隆信                                                                  |
| クラウス・カーレンベルク少将       | ドナルド・プレザンス                     | 大木民夫                                                                  |
| サイドリッツ・フォン・ガプラー大将 | チャールズ・グレイ                       | 久松保夫                                                                  |
| エレノア・フォン・ガプラー         | コラル・ブラウン                         |                                                                           |
| サンダウアー中佐（のち武装SS大佐） | ジョン・グレグソン                       | 川久保潔                                                                  |
| オットー・ケプケ曹長               | ナイジェル・ストック                     |                                                                           |
| エンゲル大尉                       | ゴードン・ジャクソン                     |                                                                           |
| マンハイム大佐                     | パトリック・アレン                       |                                                                           |
| シュタウフェンベルク大佐           | ジェラルド・バー                         |                                                                           |
| シュテュルプナーゲル大将           | ハリー・アンドリュース（ノンクレジット） |                                                                           |
| ロンメル元帥                       | クリストファー・プラマー                 |                                                                           |
| 不明 その他                        |                                          | 加藤精三 島宇志夫 鈴木弘子 富田耕生 北村弘一 清川元夢 立壁和也 村越伊知郎 |
|                                    |                                          |                                                                           |
| 演出                               | 演出                                     | 春日正伸                                                                  |
| 翻訳                               | 翻訳                                     | 鈴木導                                                                    |
| 効果                               | 効果                                     | 赤塚不二夫                                                                |
| 調整                               |                                          |                                                                           |
| 制作                               | 制作                                     | グロービジョン                                                            |
| 解説                               | 解説                                     | 淀川長治                                                                  |
| 初回放送                           | 初回放送                                 | 1973年7月1日 『日曜洋画劇場』                                             |

## 小説
- 将軍たちの夜（1965年） 早川書房 1965年
- 将軍たちの夜（2010年、新訳） 角川文庫　ISBN 978-4-04-298209-8